# Dōtei
Als Dōtei (japanisch 童貞) wird generell im japanischsprachigen Raum eine männliche Person bezeichnet, die noch keine Erfahrung im Geschlechtsverkehr hat. Da es unterschiedliche Meinungen in Bezug auf die Richtlinie keine Erfahrung im Geschlechtsverkehr gibt wie z. B. Wenn es Penetration und Samenerguss gibt, ist zum ersten Mal das Dōtei verlorengegangen oder auch solche, die die Selbstbefriedigung als Verlust des Dōtei betrachten, ist keine präzise Definition vorhanden. 

## Begriff
Wenn man die gegenwärtigen Vorstellungen über Dōtei gegenüberstellt, kann Dōtei eines von beiden bezeichnen:
1. eine männliche Person ohne sexuelle Erfahrung
2. den Zustand einer männlichen Person ohne sexuelle Erfahrung

Die im Westen zur Übersetzung von Dōtei üblichen Begriffe wie Virgo oder castus kommen vielmehr den japanischen Wörtern Teiketsu (貞潔, „Keuschheit“) oder Renketsu (廉潔, „Läuterkeit“) nahe. Dōtei hat überdies die Bedeutung einer katholischen Nonne, so zum Beispiel hieß Yokohama Futaba Gakuens Vorläufer Futsugō Dōtei Gakkō (仏語童貞学校, „Französischsprachige Dōtei-Schule“). Der Roman Die Nacht des Germaniums des Schriftstellers Mangetsu Hanamura sowie andere Werke liefern Beispiele für diese Bedeutung. Darüber hinaus wurde das jetzt als Shojo Kaitai (処女懐胎, „Die Empfängnis der Jungfrau“) im japanischsprachigen Raum bekannte Werk L’immaculée conception Paul Éluards und André Bretons in der Herausgabe von 1936 Dōteijo Jutai (童貞女受胎, „Die Empfängnis des Dōtei-Mädchens“) betitelt.
Dōtei ni naru (童貞になる) bedeutet Nonne werden. Das Kanji 童 (dō) bedeutet Kind, Junge, 貞 (tei) bedeutet Keuschheit.
In den 1920er Jahren wird die religiöse Verwendung etwas eingeschränkt, die Bezeichnung des Zustandes ohne sexuelle Erfahrung mit dem anderen Geschlecht wird häufiger. Im 1925 herausgegebenen Wörterbuch Kōjirin (広辞林) wird Dōtei als Die Bewahrung der kindlichen Reinheit eines Knaben oder Mädchens, das Noch-Nicht-Verkehren mit dem anderen Geschlecht definiert, ohne Rücksicht auf Geschlecht. Es wird sogar nicht auf Menschenwesen begrenzt, sondern auch auf deren Besitz angewendet. Selbst in Asada Hajimes Dōteiron (童貞論, „Abhandlung über Dōtei“) werden die Menschen, die sich im Dōtei-Zustand befinden, als Dōtei Hojisha (童貞保持者, „Dōtei befolgende Leute“) bezeichnet. Im Buch des japanischen Sexologen Sawada Junjirō Shojo to Dōtei (処女と童貞, „Jungfrau und Dōtei“) bezieht sich Dōtei oft auf Menschen.
Immer häufiger bezieht sich Dōtei seit den 1950er Jahren auf die Person, aber die Rede ist vorwiegend von männlichen Personen. In Kōjirins Ausgaben von 1955 und 1958 wurde die Anmerkung hauptsächlich in bezug auf männliche Personen nachgetragen. Mit dieser Definition werden seit den 1970er Jahren eindeutig männliche Personen bezeichnet. Wenngleich auch in Kōjien und im Iwanami Kokugo Jiten diese Anmerkung zu finden ist, wird der Begriff als sowohl auf Männer als auch auf Frauen anwendbar definiert.
In der japanischen Soldatensprache wird die erste Tötung eines Feindes als Dōtei-Bruch bezeichnet.

## Wertvorstellungen
Laut der von 1925 bis 1928 durchgeführten Studie von Yasuda Tokutarō und Yamamoto Senji herrschte unter den Arbeitern eine starke Tendenz zur Bewahrung von Dōtei vor der Heirat, Dōtei befolgende Männer wurden entsprechend respektiert und verehrt. Die Bedeutung von Dōtei nahm jedoch im Laufe der folgenden Jahrzehnte stark ab.
1948 verklagte ein frisch vermählter Mann im Dōtei Soshō (童貞訴訟, „Der Dōtei-Prozess“) seine Gattin auf Schadenersatz für seine verlorengegangene Dōtei und argumentierte, dass seine Gattin nicht die Pflichte des gemeinsamen Lebens erfüllt habe. Das Gericht urteilte jedoch, dass der Wert der verlorenen weiblichen Keuschheit gesetzlich dem des verlorenen Dōtei gleich sei.
Seit den 1960er Jahren wandelt sich das Bild der Dōtei in der japanischen Gesellschaft und die ehemalige Tugend Dōtei wird immer mehr geächtet.